# Flaming krótkodzioby
Flaming krótkodzioby, czerwonak krótkodzioby (Phoenicoparrus jamesi) – gatunek dużego ptaka brodzącego z rodziny flamingów (Phoenicopteridae), występujący w Andach w Ameryce Południowej. Nie wyróżnia się podgatunków. Bliski zagrożenia wyginięciem. Flaming krótkodzioby często widywany jest razem z flamingiem andyjskim.

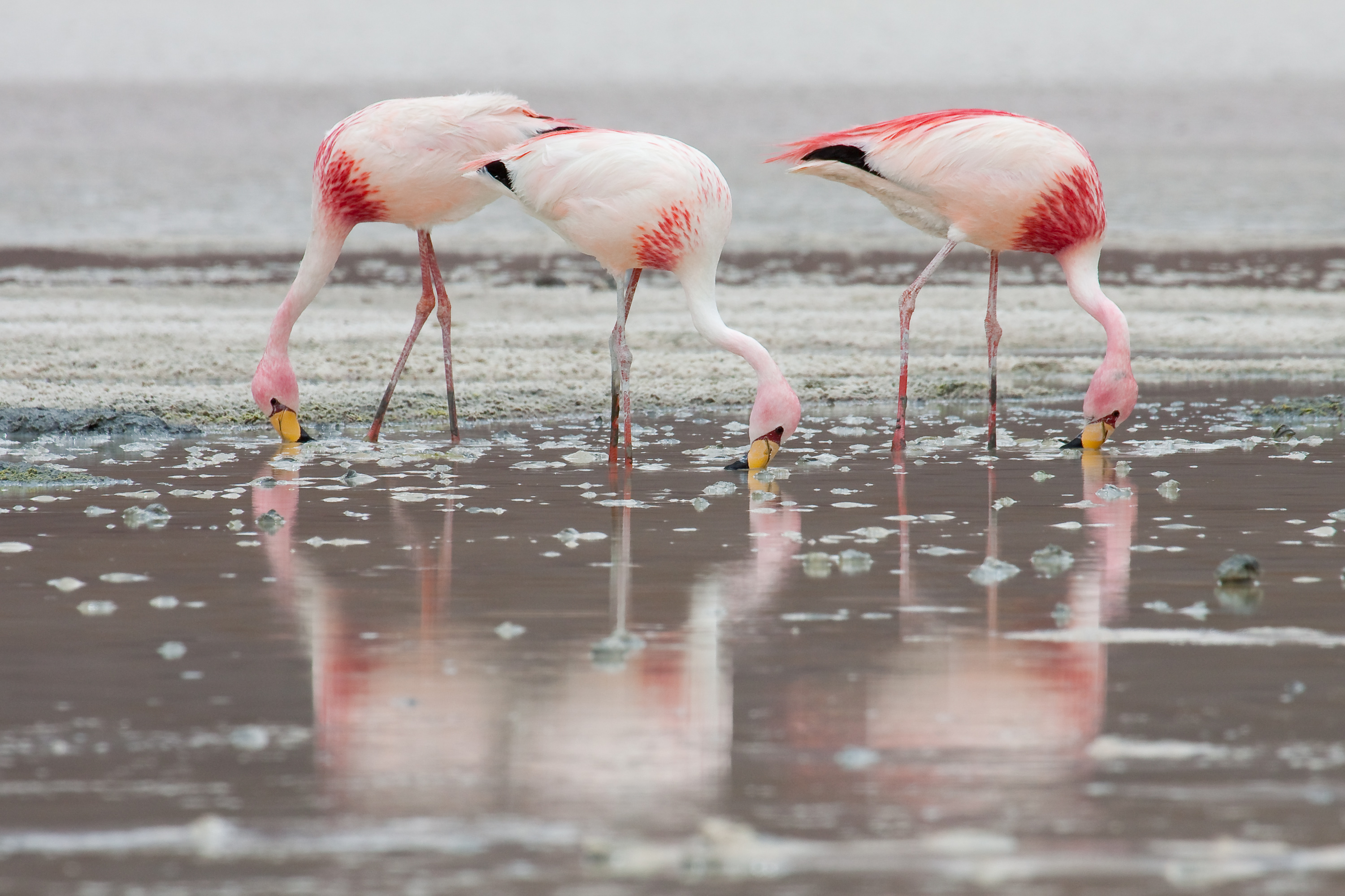
Flamingi w Lagunie Hedionda w Boliwii

MorfologiaDługość ciała 90–92 cm; masa ciała około 2 kg. Podobnie jak flaming andyjski posiada trzy palce. Upierzeniem przypomina flaminga andyjskiego, ale jest bledsze. Dziób pomarańczowożółty z czarnym końcem, lekko zakrzywiony w lewą stronę, kończyny ceglastoczerwone.
WystępowanieWystępuje w Andach – na terenie południowego Peru, w północnym Chile, północno-zachodniej Argentynie i na zachodzie Boliwii. Jego środowiskiem życia są wysokogórskie jeziora słone płaskowyżu Altiplano. Spotykany zazwyczaj w przedziale wysokości 3500–4700 m n.p.m. Niewielka populacja zimuje na nizinnym jeziorze Mar Chiquita w północno-środkowej Argentynie.
StatusGatunek przez pewien czas uważany był za wymarły, aż do roku 1957, kiedy to odnaleziono jego przedstawicieli. Obecnie Międzynarodowa Unia Ochrony Przyrody (IUCN) uznaje flaminga krótkodziobego za gatunek bliski zagrożenia (NT – Near Threatened). W 2010 roku liczebność populacji szacowano na 106 tysięcy osobników. Trend liczebności uznaje się za stabilny, choć spodziewany jest spadek liczebności tych ptaków ze względu na utratę i degradację siedlisk.